# Grande Prêmio da Itália de 1950
Resultados do Grande Prêmio da Itália de Fórmula 1 realizado em Monza em 3 de setembro de 1950. Sétima e última etapa do campeonato, nele o italiano Giuseppe Farina venceu a corrida pela Alfa Romeo e sagrou-se o primeiro campeão mundial da categoria e o único a conquistar o título em seu país natal.

## Caminhos rumo ao título
Depois da vitória no Grande Prêmio da França, o argentino Juan Manuel Fangio somava 26 pontos, dois à frente de seu companheiro de equipe, o italiano Luigi Fagioli e quatro à frente de  Giuseppe Farina. Dentre os candidatos ao título, a situação mais adversa era a de Fagioli, pois o mesmo atingira o limite de quatro pontuações firmadas no regulamento (sempre em segundo lugar) e caso vencesse teria que descartar seis pontos enquanto Fangio (vencedor em Mônaco, na Bélgica e na França) e Farina somavam três resultados válidos cada um. Assim, três pilotos da Alfa Romeo chegaram à Itália como candidatos ao título:
- Para ser campeão, Fangio teria que obter um:
  - 2º lugar
  - 3º, 4º ou 5º, com Farina em 2º
  - Se não pontuasse, precisaria fazer a melhor volta, desde que Farina fosse no máximo o terceiro (sem marcar a melhor volta)
  - Se não pontuasse e nem fizesse a melhor volta, Farina deveria ficar abaixo do 3º lugar (sem a melhor volta) e Fagioli não poderia vencer e assinalar a melhor volta
- Enquanto isso, Farina precisaria ao menos
  - Vencer e marcar a melhor volta com Fangio no máximo em terceiro
  - No mínimo ser o 3º e marcar a melhor volta desde que Fangio não pontuasse
- No caso de Fagioli, o mesmo teria que
  - Vencer e marcar a melhor volta com Farina no máximo em terceiro e Fangio fora da zona de pontuação

## Resumo
Disposta a impressionar seu público em casa a Ferrari desenvolveu um motor 4.1 de 2 litros para tentar acabar com o domínio da Alfa Romeo. Ascari ficou em segundo lugar num grid com pole de Fangio e em seguida pôs-se adiante de Farina durante a prova. Infelizmente o ritmo era intenso e o carro novo não suportou o embalo sofrendo uma avaria na volta 20, o que restabeleceu o costumeiro domínio das Alfas. Fangio se apresentou duas vezes: uma em seu próprio carro e uma segunda vez, após assumir o lugar de Taruffi. Farina venceu seguido de Ascari que agora estava no carro do companheiro de equipe, Serafini. Apenas sete dos vinte e cinco carros concluíram a prova e com a vitória Farina se tornou o primeiro a receber a coroa do Campeonato Mundial de Pilotos.

## Treino oficial
| Pos | No | Piloto               | Construtor         | Volta  | Dif.   |
| --- | -- | -------------------- | ------------------ | ------ | ------ |
| 1   | 18 | Juan Manuel Fangio   | Alfa Romeo         | 1:58.6 | -      |
| 2   | 16 | Alberto Ascari       | Ferrari            | 1:58.8 | + 0.2  |
| 3   | 10 | Giuseppe Farina      | Alfa Romeo         | 2:00.2 | + 1.6  |
| 4   | 46 | Consalvo Sanesi      | Alfa Romeo         | 2:00.4 | + 1.8  |
| 5   | 36 | Luigi Fagioli        | Alfa Romeo         | 2:04.0 | + 5.4  |
| 6   | 48 | Dorino Serafini      | Ferrari            | 2:05.6 | + 7.0  |
| 7   | 60 | Piero Taruffi        | Alfa Romeo         | 2:05.8 | + 7.2  |
| 8   | 12 | Raymond Sommer       | Talbot-Lago-Talbot | 2:08.6 | + 10.0 |
| 9   | 4  | Franco Rol           | Maserati           | 2:10.0 | + 11.4 |
| 10  | 44 | Robert Manzon        | Simca-Gordini      | 2:12.4 | + 13.8 |
| 11  | 40 | Guy Mairesse         | Talbot-Lago-Talbot | 2:13.2 | + 14.6 |
| 12  | 42 | Maurice Trintignant  | Simca-Gordini      | 2:13.4 | + 14.8 |
| 13  | 58 | Louis Rosier         | Talbot-Lago-Talbot | 2:13.4 | + 14.8 |
| 14  | 64 | Henri Louveau        | Talbot-Lago-Talbot | 2:13.8 | + 15.2 |
| 15  | 30 | Príncipe Bira        | Maserati           | 2:14.0 | + 15.4 |
| 16  | 24 | Philippe Étancelin   | Talbot-Lago-Talbot | 2:14.4 | + 15.8 |
| 17  | 38 | Toulo de Graffenried | Maserati           | 2:14.4 | + 15.8 |
| 18  | 8  | Peter Whitehead      | Ferrari            | 2:16.2 | + 17.6 |
| 19  | 6  | Louis Chiron         | Maserati           | 2:17.2 | + 18.6 |
| 20  | 56 | Pierre Levegh        | Talbot-Lago-Talbot | 2:17.2 | + 18.6 |
| 21  | 32 | Cuth Harrison        | ERA                | 2:18.4 | + 19.8 |
| 22  | 2  | Johnny Claes         | Talbot-Lago-Talbot | 2:18.6 | + 20.0 |
| 23  | 52 | Felice Bonetto       | Scuderia Milano    | 2:19.8 | + 21.2 |
| 24  | 50 | David Murray         | Maserati           | 2:22.0 | + 23.4 |
| 25  | 22 | Clemente Biondetti   | Ferrari-Jaguar     | 2:30.6 | + 32.0 |
| 26  | 62 | Franco Comotti       | Maserati           | 2:33.6 | + 35.0 |
| 27  | 28 | Paul Pietsch         | Privada            | 3:00.2 | + 61.9 |

## Classificação da prova
| Pos.    | Nº | Piloto                           | Construtor         | Voltas | Tempo/Diferença   | Grid | Pontos |
| ------- | -- | -------------------------------- | ------------------ | ------ | ----------------- | ---- | ------ |
| 1       | 10 | Giuseppe Farina                  | Alfa Romeo         | 80     | 2:51:17.4         | 3    | 8      |
| 2       | 48 | Dorino Serafini Alberto Ascari   | Ferrari            | 80     | + 1:18.6          | 6    | 3      |
| 3       | 36 | Luigi Fagioli                    | Alfa Romeo         | 80     | + 1:35.6          | 5    | 4      |
| 4       | 58 | Louis Rosier                     | Talbot-Lago-Talbot | 75     | + 5 voltas        | 13   | 3      |
| 5       | 24 | Philippe Étancelin               | Talbot-Lago-Talbot | 75     | + 5 voltas        | 16   | 2      |
| 6       | 38 | Toulo de Graffenried             | Maserati           | 72     | + 8 voltas        | 17   |        |
| 7       | 8  | Peter Whitehead                  | Ferrari            | 72     | + 8 voltas        | 18   |        |
| Ret     | 50 | David Murray                     | Maserati           | 56     | Câmbio            | 24   |        |
| Ret     | 32 | Cuth Harrison                    | ERA                | 51     | Radiador          | 21   |        |
| Ret     | 12 | Raymond Sommer                   | Talbot-Lago-Talbot | 48     | Câmbio            | 8    |        |
| Ret     | 40 | Guy Mairesse                     | Talbot-Lago-Talbot | 42     | Condução de óleo  | 11   |        |
| Ret     | 4  | Franco Rol                       | Maserati           | 39     | Motor             | 9    |        |
| Ret     | 60 | Piero Taruffi Juan Manuel Fangio | Alfa Romeo         | 34     | Válvula           | 7    |        |
| Ret     | 56 | Pierre Levegh                    | Talbot-Lago-Talbot | 29     | Câmbio            | 20   |        |
| Ret     | 18 | Juan Manuel Fangio               | Alfa Romeo         | 23     | Câmbio            | 1    | 1      |
| Ret     | 2  | Johnny Claes                     | Talbot-Lago-Talbot | 22     | Superaquecimento  | 22   |        |
| Ret     | 16 | Alberto Ascari                   | Ferrari            | 21     | Motor             | 2    |        |
| Ret     | 22 | Clemente Biondetti               | Ferrari-Jaguar     | 17     | Motor             | 25   |        |
| Ret     | 64 | Henri Louveau                    | Talbot-Lago-Talbot | 16     | Freios            | 16   |        |
| Ret     | 62 | Franco Comotti                   | Maserati           | 15     | Motor             | 26   |        |
| Ret     | 6  | Louis Chiron                     | Maserati           | 13     | Pressão de óleo   | 19   |        |
| Ret     | 42 | Maurice Trintignant              | Simca-Gordini      | 13     | Tubulação de água | 12   |        |
| Ret     | 46 | Consalvo Sanesi                  | Alfa Romeo         | 11     | Motor             | 4    |        |
| Ret     | 44 | Robert Manzon                    | Simca-Gordini      | 7      | Transmissão       | 10   |        |
| Ret     | 30 | Príncipe Bira                    | Maserati           | 1      | Motor             | 15   |        |
| Ret     | 28 | Paul Pietsch                     | Maserati           | 0      | Motor             | 27   |        |
| Fontes: |    |                                  |                    |        |                   |      |        |

## Tabela do campeonato após a corrida
Classificação do mundial de pilotos
|         | Pos. | Piloto             | Pontos  |
| ------- | ---- | ------------------ | ------- |
| 2       | 1    | Giuseppe Farina    | 30      |
| 1       | 2    | Juan Manuel Fangio | 27      |
| 1       | 3    | Luigi Fagioli      | 24 (28) |
|         | 4    | Louis Rosier       | 13      |
| 1       | 5    | Alberto Ascari     | 11      |
| Fontes: |      |                    |         |

- Nota: Somente as primeiras cinco posições estão listadas. Entre 1950 e 1953 cada piloto podia computar quatro resultados válidos por temporada havendo divisão de pontos em caso de monopostos compartilhados e no presente caso o campeão da temporada surge grafado em negrito.